# Rozsądny człowiek
Rozsądny człowiek (ang. A Reasonable Man) – południowoafrykański telewizyjny film fabularny z 1999 roku w reżyserii Gavina Hooda, który był również producentem, scenarzystą i odtwórcą głównej roli.

## Opis fabuły
Sean Raine (prawnik) i jego żona (fotografka), przygotowująca fotoreportaże z ziemi zamieszkiwanej przez Zulusów, obserwują w lokalnej wiosce tragiczne wydarzenia: młody pasterz Sipho Mbombela jest oskarżony o morderstwo – zabicie niemowlęcia, któremu siekierą roztrzaskał głowę. Sipho uważał, że dziecko było złym duchem – Thokosi. Raine postanawia rozwikłać zagadkę tego rytualnego mordu, próbując w ten sposób odkupić swój błąd sprzed lat.

## Obsada
- Gavin Hood – Sean Raine
- Loyiso Gxwala – Sipho Mbombela
- Janine Eser – Jennifer Raine
- Nigel Hawthorne – sędzia Wendon

## Nagrody
- Międzynarodowy Festiwal Filmowy w Karlowych Warach w 1999
  - Nagroda Jury Ekumenicznego
  - Nominacja do Kryształowego Globusu